# 1999 en animation asiatique
Voir aussi: 1999 au cinéma - 1999 à la télévision
1998 en animation asiatique - 1999 en animation asiatique - 2000 en animation asiatique

## Festivals et conventions
- 1re édition de Japan Expo
- 1re édition de Animecon en Finlande

## Principales diffusions en France

### Films
- novembre : Jin-Roh, la brigade des loups

## Principales diffusions au Japon

### Films
- 17 avril : Détective Conan : Le Dernier Magicien du siècle
- 29 avril : You're Under Arrest: the movie
- 17 juillet : Pokémon 2 : Le Pouvoir est en toi
- 17 août : Mes voisins les Yamada
- 21 août : Cardcaptor Sakura le film
- 21 août : Les Enquêtes de Kindaichi (film 2 - Satsuriku no Deep Blue)

### OVA
- 29 mars : You're Under Arrest Specials

### Séries télévisées
Les séries non datées ont débuté avant le 1er janvier de cette année
- 9 avril : Turn A Gundam
- 30 juin : Great Teacher Onizuka
- 8 juillet : Kacho-ohji
- 6 septembre : Colorful
- 14 octobre : Initial D (saison 2)
- octobre : Gregory Horror Show
- 20 octobre : One Piece

### Téléfilms
- avril : City Hunter : La Mort de City Hunter